# Nicholas Kaldor
Nicholas Kaldor (Budapest, 12 maggio 1908 – Cambridge, 30 settembre 1986) è stato un economista ungherese naturalizzato britannico.

## Biografia
Nato nel 1908 con il nome di Káldor Miklós a Budapest, allora parte dell'impero austro-ungarico, inizia lì la sua istruzione. Successivamente si trasferisce prima a Berlino e poi a Londra dove frequenta la London School of Economics. Dopo la fine della seconda guerra mondiale è chiamato a collaborare, come membro dirigenziale, alla Commissione Economica per l'Europa istituita dalle Nazioni Unite. Nel 1964 partecipa in qualità di consigliere economico al gabinetto del Regno Unito nel governo laburista di Harold Wilson, incarico che prosegue sino al 1970. Nel 1966, all'Università di Cambridge, ottiene la cattedra di economia. Nel 1974 viene nominato pari a vita con il rango di barone e, come tale, diventa membro di diritto della Camera dei Lord. Muore nel 1986 a Papworth Everard, presso Cambridge.

## Il pensiero economico
Tra i principali esponenti del filone di ricerca post-keynesiano nell'ambito degli studi economici, Kaldor ha fornito contributi importanti per la comprensione dei meccanismi inerenti sia alla formazione del capitale e alle modalità della sua distribuzione sia al funzionamento del sistema economico contemporaneo, dell'impresa, del ciclo economico e dello sviluppo. Insieme al Nobel per l'economia John Richard Hicks, ha elaborato il criterio di efficienza di Kaldor-Hicks.

## Opere principali
- The Case Against Technical Progress, 1932.
- The Determinateness of Static Equilibrium, 1934.
- The Equilibrium of the Firm, 1934.
- Market Imperfection and Excess Capacity, 1935.
- Pigou on Money Wages in Relation to Unemployment, 1937.
- Welfare propositions of economics and interpersonal comparisons of utility, 1939.
- Speculation and Economic Stability, 1939.
- Capital Intensity and the Trade Cycle, 1939.
- A Model of the Trade Cycle, 1940.
- Professor Hayek and the Concertina Effect, 1942.
- The Relation of Economic Growth and Cyclical Fluctuations, 1954.
- An Expenditure Tax, 1955.
- Alternative Theories of Distribution, 1956.
- A Model of Economic Growth, 1957.
- Monetary Policy, Economic Stability, and Growth, 1958.
- Economic Growth and the Problem of Inflation, 1959.
- A Rejoinder to Mr. Atsumi and Professor Tobin, 1960.
- Keynes's Theory of the Own-Rates of Interest, 1960.
- Essays on Value and Distribution, 1960.
- Essays on Economic Stability and Growth, 1960.
- Capital Accumulation and Economic Growth, 1961.
- A New Model of Economic Growth, con James A. Mirrlees, 1962.
- The Case for a Commodity Reserve Currency, con A.G. Hart e J. Tinbergen, 1964.
- Essays on Economic Policy, 1964, in due volumi.
- Causes of the Slow Rate of Economic Growth in the UK, 1966.
- The Case for Regional Policies, 1970.
- The New Monetarism, 1970.
- Conflicts in National Economic Objectives, 1970.
- The Irrelevance of Equilibrium Economics, 1972.
- What is Wrong with Economic Theory, 1975.
- Inflation and Recession in the World Economy, 1976.
- Equilibrium Theory and Growth Theory, 1977.
- Capitalism and Industrial Development, 1977.
- Further Essays on Economic Theory, 1978.
- Fallacies on Monetarism, 1981.
- The Scourge of Monetarism, 1982.
- The Role of Commodity Prices in Economic Recovery, 1983.
- Keynesian Economics After Fifty Years, 1983.
- Economics Without Equilibrium, 1985.